# Scott Bjugstad
Barry Scott Bjugstad (Saint Paul, Minnesota, 1961. június 2. –) amerikai profi jégkorongozó.

## Karrier
Egyetemi karrierjét a University of Minnesotán kezdte 1979-ben és 1983-ig játszott itt. Közben az 1981-es NHL-drafton a Minnesota North Stars kiválasztotta őt a kilencedik kör 181. helyén. Az egyetem után az amerikai válogatottal játszott és részt vett az 1984-es téli olimpián. Az 1983–1984-es szezonban mutatkozoztt be a National Hockey League-ben a North Stars színeiben öt mérkőzésen és ezután leküldték a CHL-es Salt Lake Golden Eaglesbe. A következő idényben már sokkal többet játszott az NHL-ben de szezon végén leküldték az AHL-es Springfield Indiansba. Újabb két idény a North Starsban majd megint pár mérkőzés a Springfield Indiansban. Az 1987–1988-as szezont a Minnesota North Starsban játszotta. A következő szezonban az IHL-es Kalamazoo Wingsben kezdett, de felkerült a Pittsburgh Penguinshez. 1989–1990-ben a Los Angeles Kings elvitte, mint szabadügynök majd 11 mérkőzés után leküldte az AHL-es New Haven Nighthawksba. 1990–1991-ben a Los Angeles Kingsben kezdett de ekkor is leküldték az IHL-es Phoenix Roadrunnersbe. A következő idényben ugyan ez történt végül 1993-ban visszavonult a Roadrunnersból.

## Díjai
- WCHA Első All-Star Csapat: 1983